# Agostinho Neto
António Agostinho Neto (17. rujna 1922. – 10. rujna 1979.), angolski pjesnik, nacionalist, pristaša marksizma-lenjinizma i prvi predsjednik nezavisne Angole. Njegov rođendan se slavi kao javni praznik, pod imenom Dan nacionalnih heroja.
Rodio se u selu Kaxikane, predio Icholi e Bengo. Postao je popularan kao pripadnik raznih pokreta koji su težili ponovnom otkrivanju angolske kulture. Iako je bio pripadnik nacionalističkih snaga, ipak je studirao medicinu u Lisabonu.
Nakon diplome, vratio se kući, gdje su ga portugalske kolonijalne vlasti obilježile kao problematičnu osobu zbog njegovog protivljenja kolonijalizmu. Nakon što je režim znan kao Nova država (port. Estado Novo) srušen 1974. godine, borio se za nezavisnost koja je postignuta iduće godine. Budući da je bio komunist, približio je Angolu Sovjetskom savezu i zemljama istočnog bloka.
Ovaj lijevo orijentirani afrički vođa umro je u Moskvi, na operaciji raka, tjedan dana prije 57. rođendana. Nedugo nakon njegove smrti izbio je građanski rat.